# Greatest Hits (альбом The Cure)
Greatest Hits — збірка гурту The Cure, що вийшла в 2001 році.

## Альбом
Відносини гурту зі своїм давнім партнером Fiction Records підходили до кінця, і через це The Cure повинний був випустити останній альбом для Fiction Records. Роберт Сміт погодився випустити альбом своїх найкращих хітів з умовою, що всі пісні диску будуть обрані особисто ним.
Згодом, до складу диска увійшли найкращі пісні, зіграні гуртом за 25 років існування, і два нових хіта — «Cut Here» і «Just Say Yes». Всі пісні були спеціально переаранжировані для колекції.
Роберт Сміт умовив колишнього члена гурту, Бориса Вільямса записати деякі минулі пісні з новим аранжуванням. З першими версіями Greatest Hits покупці отримували бонусний диск з акустичними хітами.
Greatest Hits були також випущені на DVD.

## Список композицій
| Північноамериканське видання (Elektra) 1. Boys Don't Cry 2. A Forest (Shortened Edit) 3. Let's Go to Bed 4. The Walk 5. The Lovecats 6. In Between Days 7. Close to Me 8. Why Can't I Be You? 9. Just Like Heaven 10. Lullaby 11. Lovesong 12. Never Enough (Single Version) 13. High 14. Friday I'm in Love 15. Mint Car 16. Wrong Number (Single Mix) 17. Cut Here 18. Just Say Yes | Британське видання (Fiction/Polydor) 1. Boys Don't Cry 2. A Forest (Shortened Edit) 3. Let's Go to Bed 4. The Lovecats 5. The Caterpillar 6. In Between Days" 7. Close to Me (Remix) 8. Why Can't I Be You? 9. Just Like Heaven (Single Mix) 10. Lullaby 11. Lovesong 12. Pictures of You (Single Mix) 13. Never Enough (Single Version) 14. High 15. Friday I'm in Love 16. Mint Car 17. Wrong Number (Single Mix) 18. Cut Here 19. Just Say Yes |

### Бонус-диск
Даний диск містить акустичні версії композицій з основного диска.
1. Boys Don't Cry
2. A Forest
3. Let's Go to Bed
4. The Walk
5. The Lovecats
6. In Between Days
7. Close to Me
8. Why Can't I Be You?
9. Just Like Heaven
10. Lullaby
11. Lovesong
12. Never Enough
13. High
14. Friday I'm in Love
15. Mint Car
16. Wrong Number
17. Cut Here
18. Just Say Yes

## Учасники запису
Учасники запису бонус-диска, що містить акустичні версії композицій
- Роберт Сміт — вокал, гітара
- Саймон Геллап — бас-гітара
- Перрі Бемоунт — гітара
- Роджер О'Доннелл — піаніно, гармоніка
- Джейсон Купер — ударні
- Борис Уілліамс — ударні